# Museum der Stadt Nauen
Das Museum der Stadt Nauen war ein 1901 gegründetes und nach mehrfachen Brüchen und Umwandlungen im Jahr 2001 aufgelöstes Heimatmuseum in der Stadt Nauen.

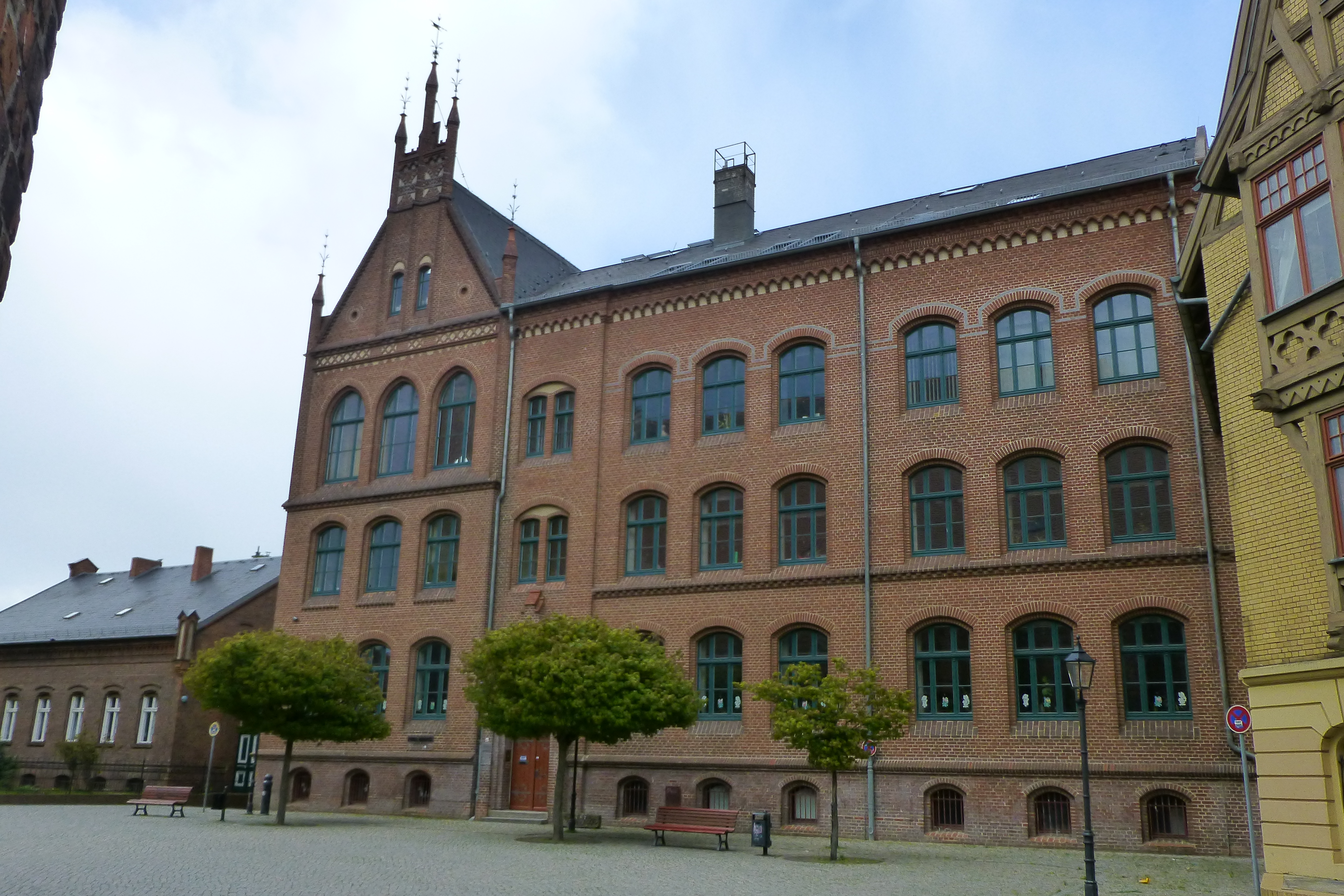
Museumsstandort von 1902 bis 1945

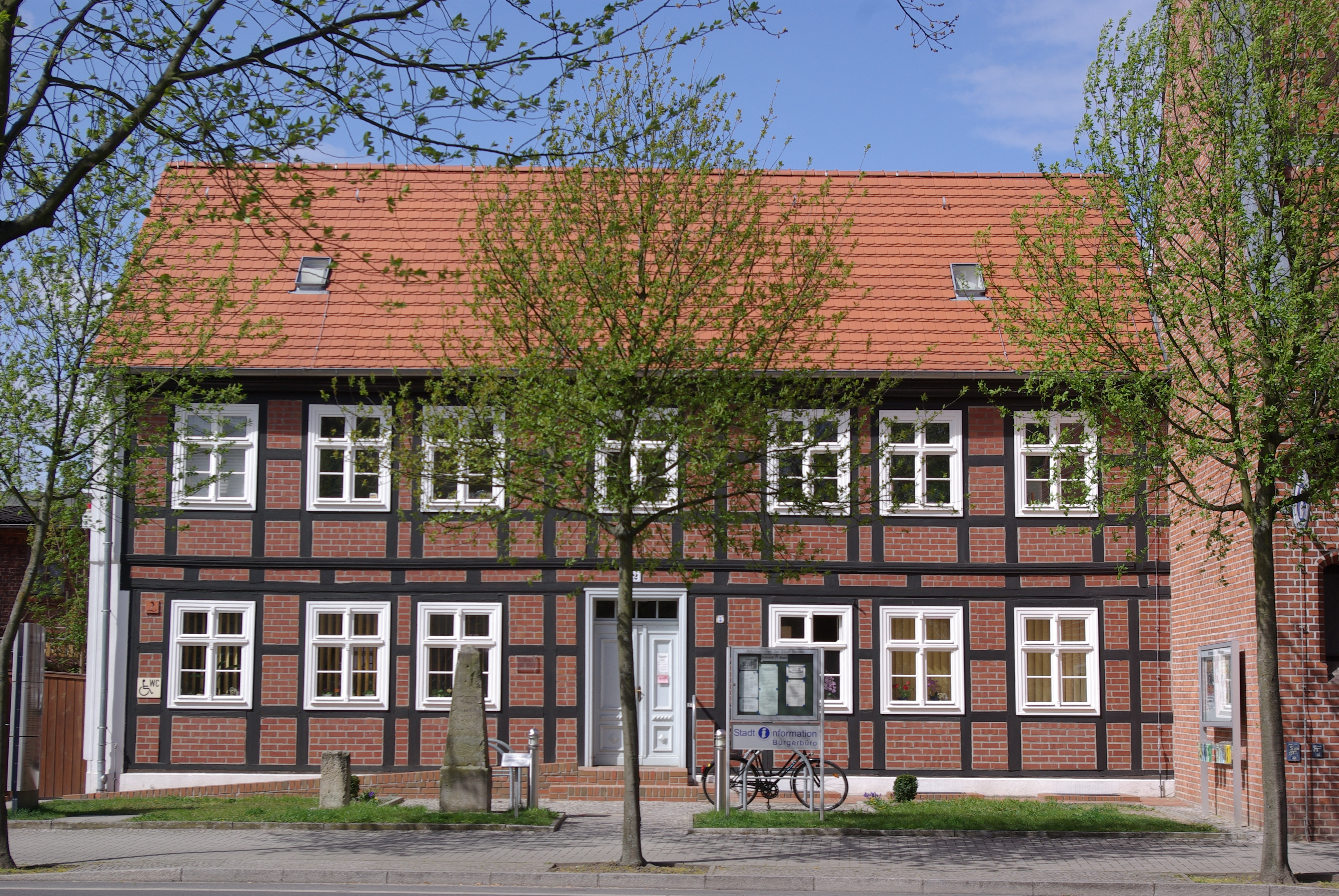
Museumsgebäude von 1989 bis 2001

## Vorgeschichte
Um das Jahr 1800 legte Stadtsekretär Sallbach (der ab 1806 amtierender Bürgermeister wurde) eine erste Sammlung mit historischen Materialien zu Nauen an. Zu gleicher Zeit beschäftigte sich auch der Nauener Lehrer Johann Carl Ludwig Otto mit der Ortsgeschichte, ohne dass sie ihre Forschungsergebnisse zu veröffentlichten. Erstmals publizierte Superintendent und Oberprediger Karl Friedrich Ferdinand Tiebel im Jahr 1817 Texte zur Nauener Stadtgeschichte als Anhang zu einer für die Nauener Pfarrkirche gedichteten Passion. Zur Vorbereitung des 600-jährigen Stadtjubiläums im Jahr 1892 brachte Ernst Georg Bardey ein bedeutendes lokalgeschichtliches Nachschlagewerk heraus: Geschichte von Nauen und Osthavelland. Das Archiv der Stadt Nauen war bis dahin vernachlässigt worden, und die wichtigsten Stücke lagerten auf dem Boden des Rathauses unter unsachgemäßen Bedingungen.

## Museumsgründung und die Standorte
Das Museum entstand im September 1901 durch die Buchbinder und Inhaber eines Papier- und Schreibwarengeschäfts, Gebhard Eckler und Ernst Georg Bardey, die eine Bezuschussung von der Stadt, dem Kreis und der Provinzverwaltung erhalten hatten. Es firmierte zunächst als private Einrichtung und widmete sich der Erforschung der osthavelländischen Geschichte und der Förderung der Heimatkunde.
Erste Unterkunft wurde das Giebelzimmer des ehemaligen Realgymnasiums, der späteren Lindenplatzschule in der Berliner Straße 16 (52,60458° N, 12,87845° O). Das Feedback der Nauener war positiv. Durch vielfache Schenkungen wuchsen die Bestände schnell an, so dass 1902 ein Umzug in die Mädchenschule am Kirchplatz folgte, der späteren Käthe-Kollwitz-Schule am Martin-Luther-Platz (52,60684° N, 12,87629° O). Zunächst konnte nur ein Klassenzimmer genutzt werden, 1920 erfolgte ein Umzug in das Dachgeschoss. Bis dahin waren 8300 Exponate gesammelt worden. Bardey richtete auch sein Augenmerk auf die städtischen Archivarien. Der Dachboden des Rathauses wurde wiederholt durchsucht und alles zur Geschichte der Stadt Wichtige in das Museum überführt. Durch den Stadtbrand von 1695 gingen die ältesten Schriftdokumente verloren, so dass das Stadtarchiv erst seit dieser Zeit Originaldokumente besitzt.
Das Museum zeigte eine eingerichtete Bauernstube und ein ausgestattetes Biedermeierzimmer als Ausstellungsräume. Erst 1920 übernahm die Stadt dieses Museum in ihr Eigentum. Gebhard Eckler wurde bestellter Museumsdirektor. Zu dieser Zeit war das Museum jeden zweiten Sonntag im Monat geöffnet und der Eintritt war frei. 1940, zwei Jahre vor dem Tod Ecklers, übergab er die Leitung an den Lehrer Wilhelm Koch. Von nun an war ein häufiger, unterschiedlich begründeter Leiter- und Standortwechsel für das Museum kennzeichnend. Die Sammlung litt unter der oft nachlässigen Lagerung. Im Krieg ist dann das oben genannte Schwert verschollen.

## Neuformierungen
Im Jahr 1945 vernichteten Rotarmisten die im Museum enthalten gewesene umfangreiche Waffensammlung. Die neu eingesetzte städtische Administration, die einen radikalen neuen Ansatz vertrat, brach mit der vorangegangenen musealen Kultur und ließ große Teile der Bestände aus dem Fenster werfen. Unzerstörte Exponate wurden von Anwohnern und Passanten aufgesammelt. – Der bisherige Museumsleiter Wilhelm Koch wurde von seinen Aufgaben entbunden. 1956 wurde Helga Raschke als neue Museumsleiterin berufen, sie ließ das Museum neu aufbauen. Die Museen wandelten sich in den 1950er Jahren weg von der bürgerlichen waffenstarrenden Ausstellungs- und Erinnerungskultur der Vorkriegs- und Kriegsjahre hin zur Erforschung der Geschichte der örtlichen Arbeiterbewegung in Verbindung mit dem antifaschistischen Widerstandskampf.
Das Nauener Museum, zeitweilig als Kreismuseum Nauen bezeichnet, wurde dem Bezirksheimatmuseum Potsdam organisatorisch zugeordnet. Das Potsdamer Heimatmuseum und die Fachstelle für Heimatmuseen empfahlen 1964 die Schließung des Museums, da der Kreis Nauen seit 1960 nicht mehr für Planstellen und geeignete Museumsräume aufkommen wollte. Das erfolgte jedoch nicht. Die verbliebenen Exponate wurden in mehreren Behelfsräumlichkeiten untergebracht. Mit einem verringerten Bestand wurde das Museum 1979 in einer Verwaltungsbaracke am Waldemardamm wieder hauptamtlich besetzt. Eine fachmännische Katalogisierung unterblieb, wegen Ortsbewegungen und ungenügender Sicherungsmaßnahmen gingen wiederkehrend Exponate verloren. Bewegliches Inventar, darunter wertvolle Bestände zum Altertum, wurde ab den 1970ern an das Heimatmuseum und Galerie der Stadt Falkensee abgegeben. 1989 wurde das städtische Haus am Rathausplatz 2 (52,60507° N, 12,87313° O) als Stadtmuseum eingerichtet. Entscheidend zur Neuerrichtung und Aufwertung des Museums waren politische Programme des Bezirks Potsdam im Vorfeld der Feierlichkeiten zum 40. Jahrestag der DDR. Die Eröffnungsausstellung widmete sich dem 100-Jahre-Jubiläum der Zuckerfabrik Nauen.
Nach der Wende blieb die Einrichtung erhalten, bis 2001 arbeiteten mehrere städtische Mitarbeiter im Museum. Infolge einer restriktiven Haushaltskonsolidierung ließ die neue Stadtverwaltung die Einrichtung Ende 2001 schließen und als Museum auflösen. Teile der Bestände gingen an die Heimatstube in Wachow und an die Heimatstube in Groß Behnitz. Lediglich das Format einer Heimatstube mit den verbliebenen Exponaten der Dauerausstellung zu vorwiegend agrar- und handwerkgeschichtlichen Themen im Hintergebäude des Museums konnte aufrechterhalten werden.

## Neuerrichtungsversuche
Im Zuge von Umbauarbeiten im Gebäude des ehemaligen Stadtmuseums gingen Teile des Bestands des Heimatarchivs, das weiter in dem Gebäude befindlich war, durch Unachtsamkeiten beim Sanierungsprozess unwiederbringlich verloren. Eine Auslagerung des verbliebenen Archivs und der Museumsbibliothek wurde aus Platzgründen notwendig.
Zuständig für die Unterhaltung des Heimaterchivs und der ehemaligen Museumsbibliothek ist der örtliche Heimatverein „Heimatfreunde Nauen 1990 e.V.“ Diese besitzen einen Beleihungsvertrag mit der Stadt Nauen. Sie unterhalten ebenso die Verantwortung über die verbliebenen Exponate und Depotbestände.
Die Stadtverwaltung ließ Ende der 2010er den baufälligen Richarthof, ein denkmalgeschützter Vierseitenhof in der Nauener Innenstadt, umfangreich restaurieren. Es gab lose formulierte Absichten, dass das Gebäude auch als städtisches Museum genutzt werden solle. Bis auf eine kleine Nebenausstellung zu Agrarutensilien und ländlichen Lebensalltagsformen des 20. Jahrhunderts und kleinen Sonderausstellungsräumlichkeiten, nebst Kommunalarchiv, blieb die tatsächliche museale Nutzung des Gebäudes beiläufig.
Die Exponate der Heimatstube Groß Behnitz befinden sich seit ihrer Schließung 2018 in einem depotähnlichen Lagerraum in Groß Behnitz und können nicht besichtigt werden.
Historische Sonderausstellungen wurden auch in den 2000ern durch den städtischen Kulturbereich unternommen. Als nicht städtische Ausstellungsörtlichkeit fungierte bis 2018 die „Galerie am blauen Haus“ im Stadtzentrum.

## Ausstellungen (Auswahl) und Bestände
- Ein bedeutendes Exponat in den 1920er Jahren war das Griffangelschwert von Kienberg, das einige Jahre nach seiner Auffindung in das Museum gelangt war.[6] Ende des Zweiten Weltkriegs ging es verloren. So existieren von diesem Objekt nur noch zwei Negative, die sich im Märkischen Museum befinden.[7]
- Die in der DDR bezirksweit koordinierten Aktivitäten zum 40-jährigen Jubiläum der Novemberrevolution mündeten in Nauen in die Sonderausstellung 40 Jahre revolutionäre Arbeiterbewegung im Theater der Freundschaft Nauen und eine hiermit verbundene Originaldokumentenausstellung im Heimatmuseum (Rathaus) vom 4.–23. November 1958.[8] Diese Sonderausstellung zog in Nauen im Schnitt 3000 bis 5000 Besucher an und galt damit als gut besucht.[9]
- Um 1992: Dauerausstellung zur Stadtgeschichte und folgende Wechselausstellungen
- Um 1994 umfasste die Museumsbibliothek etwa 2000 Titel, davon rund 600 historische. Die ältesten Schriften waren theologischen Inhalts und stammten aus dem 18. Jahrhundert. Zu diesem Zeitpunkt betrugen die Verluste der originären Buchsammlung lediglich zehn Prozent und lagen damit unter den Verlustraten der anderen Sammlungsbereiche, wie die Depotbestände.
- 1996: Sonderausstellung zum 90-Jahresjubiläum der Eröffnung der Großfunkstelle Nauen
- Die nach 2001 verbliebenen Exponate, nun im Format einer Heimatstube, bilden eine kleine Ausstellung zur Agrar- und Handwerksgeschichte sowie zur bürgerlichen Kultur Nauens aus dem 19. und 20. Jahrhundert. Sie sind verteilt auf die städtische Liegenschaft am Rathausplatz als auch auf das Dachgeschoss des Nauener Hofs, einem Hintergebäude des ehemaligen Museumsgebäudes, der heutigen Bürgerinformation (52,60523° N, 12,87303° O). Die Betreuung des Heimatarchivs und der Reste der Museumsbibliothek erfolgt seitdem über einen städtischen Kooperationsvertrag vom örtlichen Heimatverein, der auch nach Voranmeldung Besuche ermöglicht.

## Beispiele von Museumsexponaten

Ausstellung im Rathaussitzungssaal im Jahre 1913 zum Gedenken an die Befreiungskriege ab 1813
Gegenstände aus der Zimmererzunft von 1835
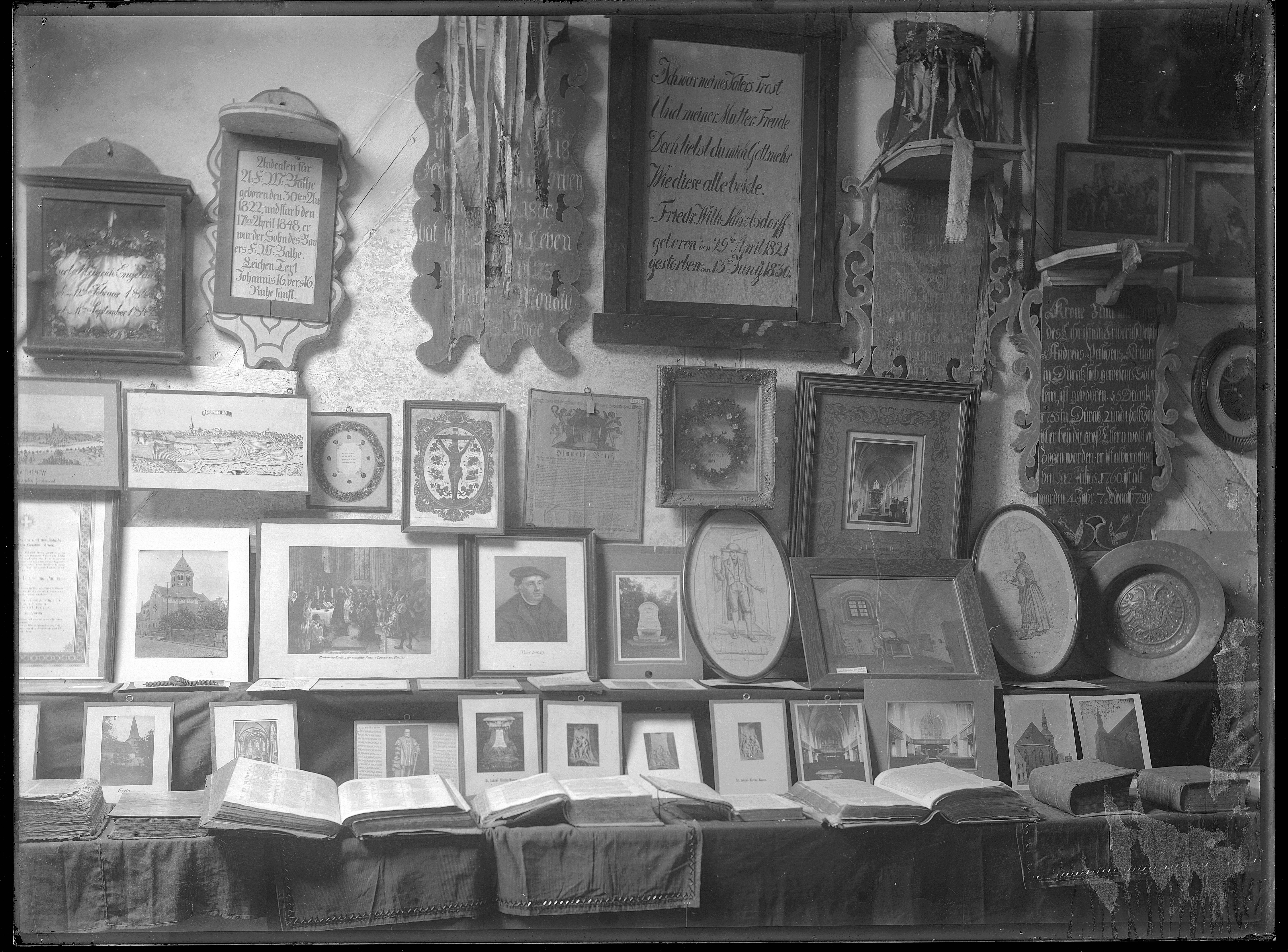
Gerahmte Fotosammlung und historische Bücher
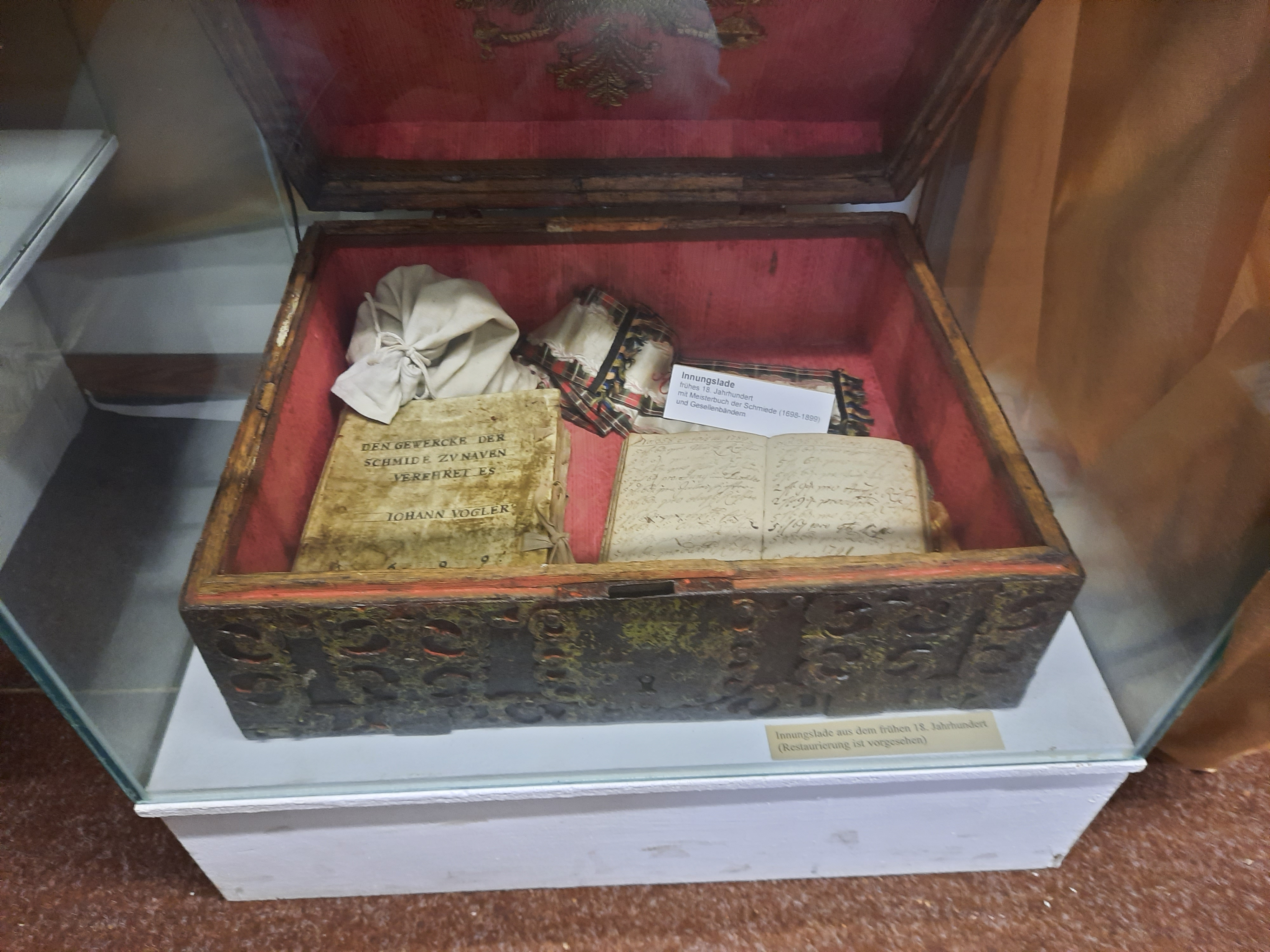
Aus der Heimatsammlung, November 2020
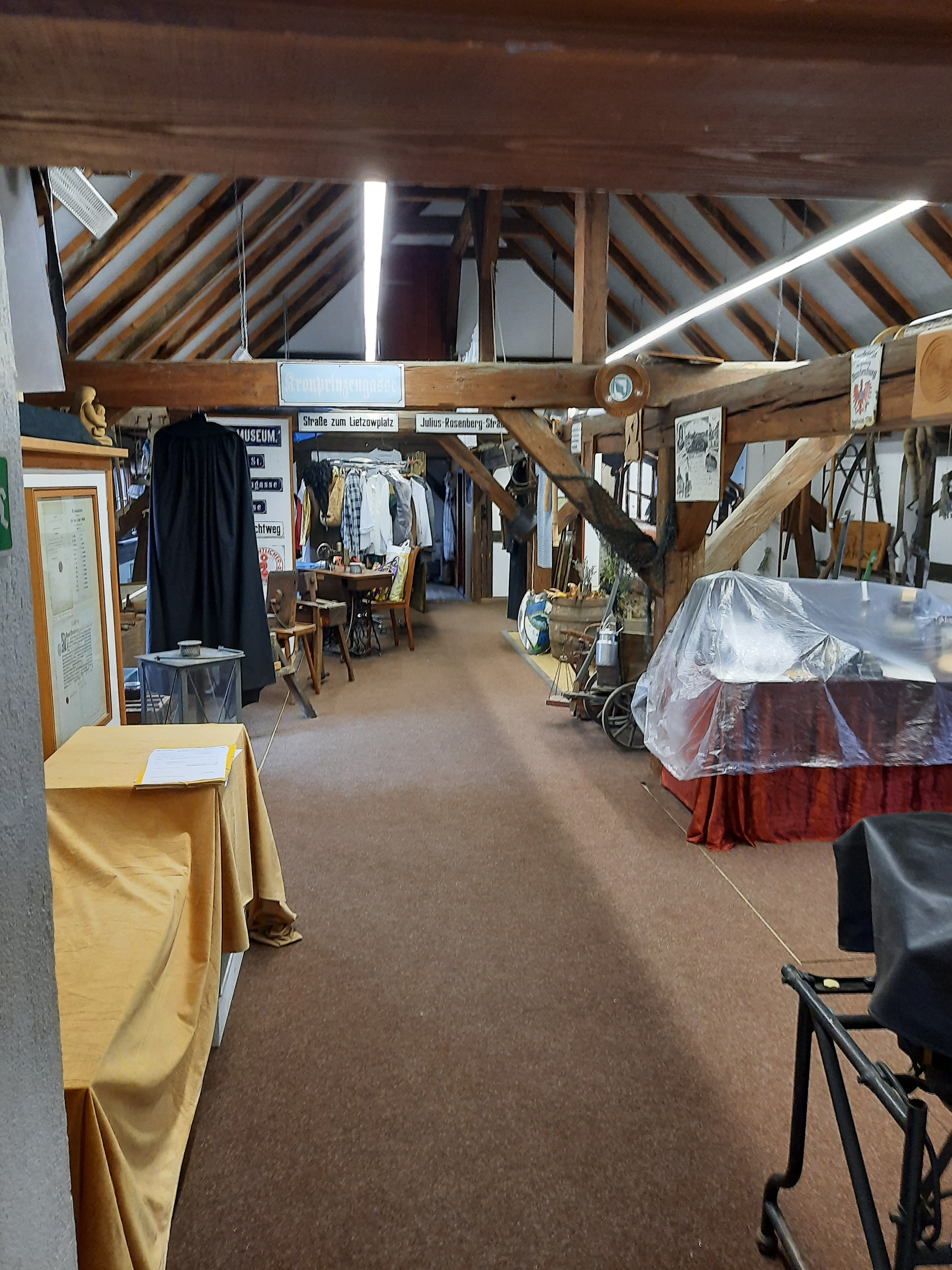
November 2020
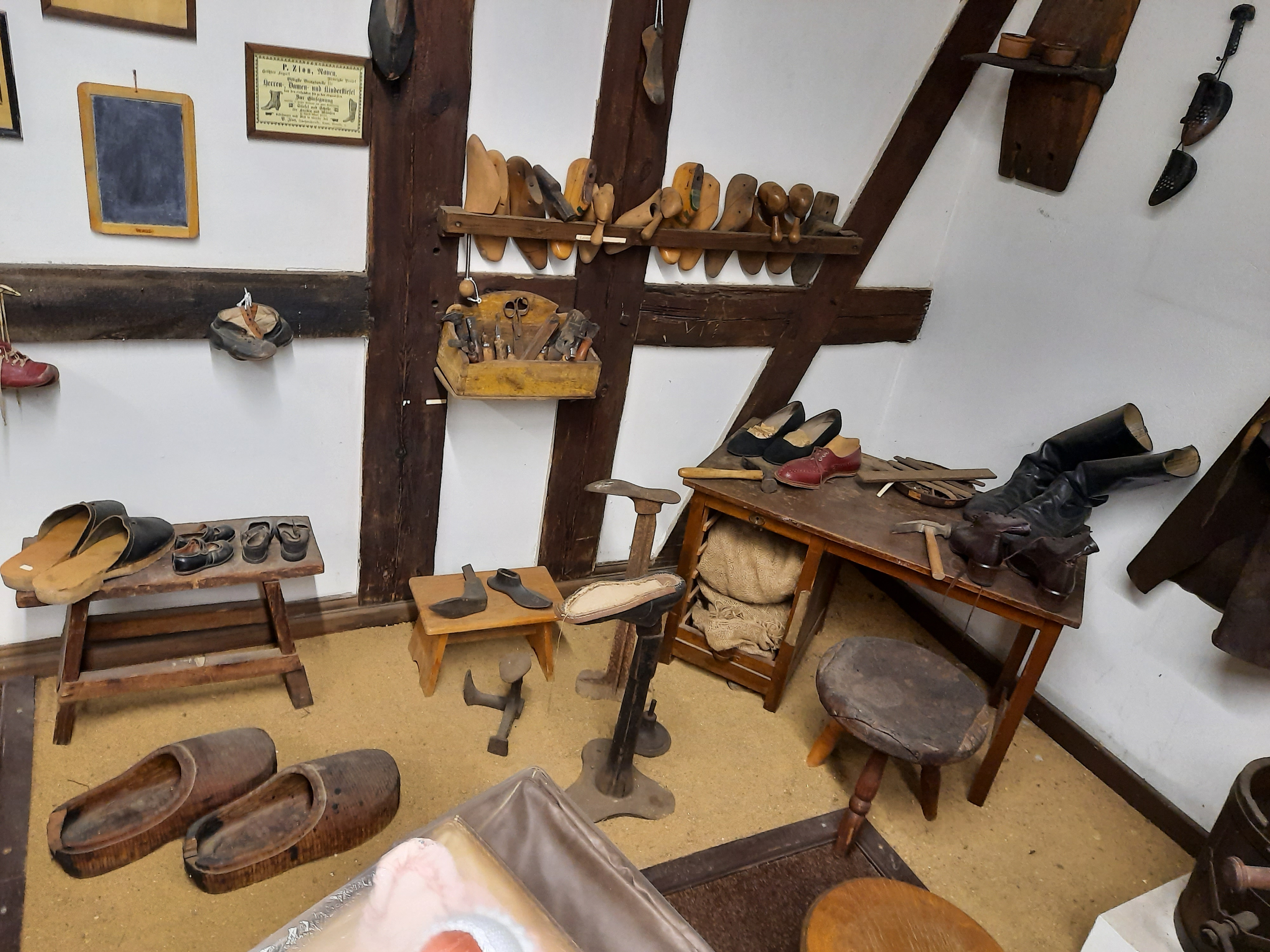
November 2020